# 童晓星
童晓星（1987年1月7日—），是一名已退役的中国足球运动员，司职中场。

## 俱乐部生涯
童晓星小学就读于培养了蒿俊闵、姚翰林等著名球员的武汉万松园路小学。2005年，童晓星放弃进入职业队的机会而去武汉东西湖区吴家山一所小学教足球。2011年重新回到职业赛场加盟中乙球队湖北康天。2011年底，湖北康天冲甲失败之后宣布解散，童晓星随部分球员转入新成立的湖北华凯尔征战2012年中乙联赛并冲甲成功。2014赛季童晓星随球队主场迁往新疆。
2017年1月21日，中甲球队武汉卓尔宣布与在新疆天山雪豹效力五年之久的童晓星签下三年合约。该赛季由于内援人数限制，童晓星被安排参加中甲预备队联赛，并帮助球队首次获得中甲预备队联赛冠军。
2018赛季，童晓星进入武汉卓尔一线队名单，并在3月11日中甲联赛第一轮客场1:0战胜上海申鑫的比赛80分钟替补姚翰林出场，完成了自己在武汉卓尔的首秀。